# Sarah Zelenka
Sarah Zelenka (* 8. Juni 1987 in Park Ridge, Illinois) ist eine ehemalige Ruderin aus den Vereinigten Staaten.
Sarah Zelenka belegte bei den U23-Weltmeisterschaften 2009 den sechsten Platz im Vierer ohne Steuerfrau. 2010 war sie beim Ruder-Weltcup in Luzern dabei und gewann dort sowohl mit dem Achter als auch mit dem Vierer ohne Steuerfrau. Im Jahr darauf trat sie im Vierer bei den Weltmeisterschaften in Bled an. Sarah Zelenka, Kara Kohler, Emily Regan und Sara Hendershot gewannen mit einer knappen Sekunde Vorsprung auf die Australierinnen. Bei den Olympischen Spielen 2012 in London traten Zelenka und Hendershot im Zweier ohne Steuerfrau an. Mit 0,2 Sekunden Rückstand auf die drittplatzierten Neuseeländerinnen belegten die beiden Amerikanerinnen den vierten Platz.